# FXYD1
FXYD1‏ (FXYD domain containing ion transport regulator 1) هوَ بروتين يُشَفر بواسطة جين FXYD1 في الإنسان.